# Marienstatue von Montemaria (Batangas)

Marienstatue von Montemaria

Die Marienstatue von Montemaria ist eine 96 Meter hohe Marienstatue auf dem küstennahen Hügel Monte Maria rund 20 Kilometer südlich von Batangas City auf Luzon, auf den Philippinen. Sie ist die größte Statue weltweit, die Maria, die Mutter Jesu, darstellt. Sie bildet den Mittelpunkt eines Pilger- und Ferienzentrums, das im südlichen Teil der Meeresbucht von Batangas entsteht. Mit dem Bau der Statue wurde Anfang 2007 begonnen. 2021 soll sie fertiggestellt sein.

## Beschreibung

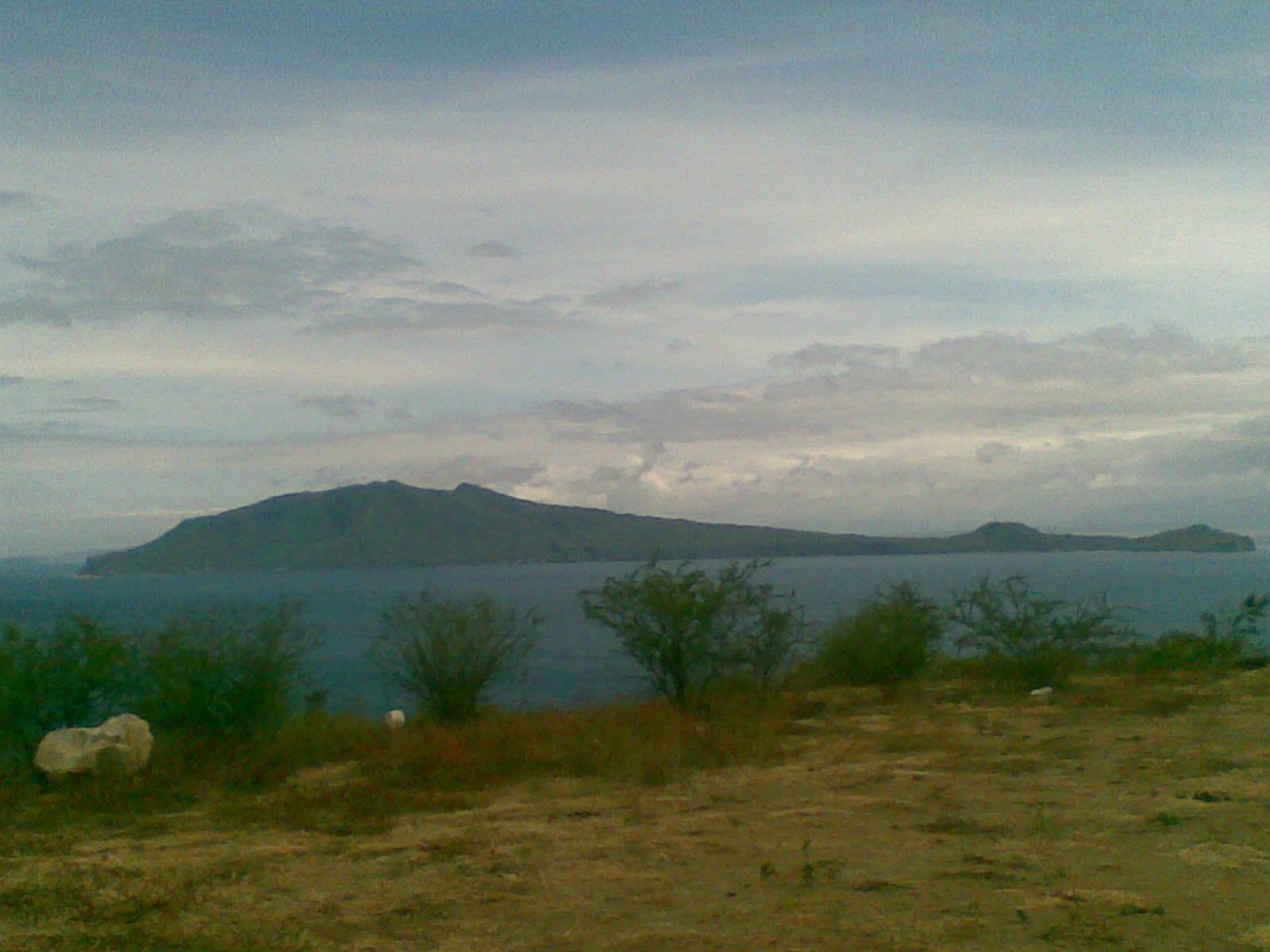
Blick von Monte Maria auf die Bucht

Die turmähnliche Statue ruht auf einem mehrstöckigen rund 21 Meter hohen kreisrunden Sockelbau, worin sich verschiedene Räumlichkeiten befinden. Im Innern führen 1001 Stufen vom Sockel bis zur Krone der Statue.
Sie ist für die täglich ungefähr 200 passierenden Schiffe am Schifffahrtsweg Isla-Verde-Straße (Batangas–Sabang) sichtbar.